# Johannes Diderik van der Waals
Johannes Diderik van der Waals (ur. 23 listopada 1837 w Lejdzie, zm. 8 marca 1923 w Amsterdamie) – holenderski fizyk (fizykochemik), laureat Nagrody Nobla w dziedzinie fizyki w roku 1910 za prace nad równaniem stanu gazów i cieczy rzeczywistych, profesor Uniwersytetu w Amsterdamie.

## Życiorys

Rodzina izoterm van der Waalsa
p = f (v) w różnych T = const (zob. izoterma)
linie jasnoniebieskie – stan nadkrytyczny izolinie podobne do izolinii gazu doskonałego (zob. przemiana izotermiczna gazu doskonałego),
linia czerwona – izoterma krytyczna z punktem przegięcia K (punkt krytyczny),
linie ciemnoniebieskie – izotermy gazu rzeczywistego i cieczy rzeczywistej w warunkach umożliwiających przemianę fazową („stan podkrytyczny”),
linie zielone – stany metastabilne; FA – izoterma cieczy przegrzanej, CG – izoterma przechłodzonej pary,
proste FG – linie przemian fazowych ciecz-para w dwóch różnych temperaturach (F – punkt wrzenia, G – punkt rosy

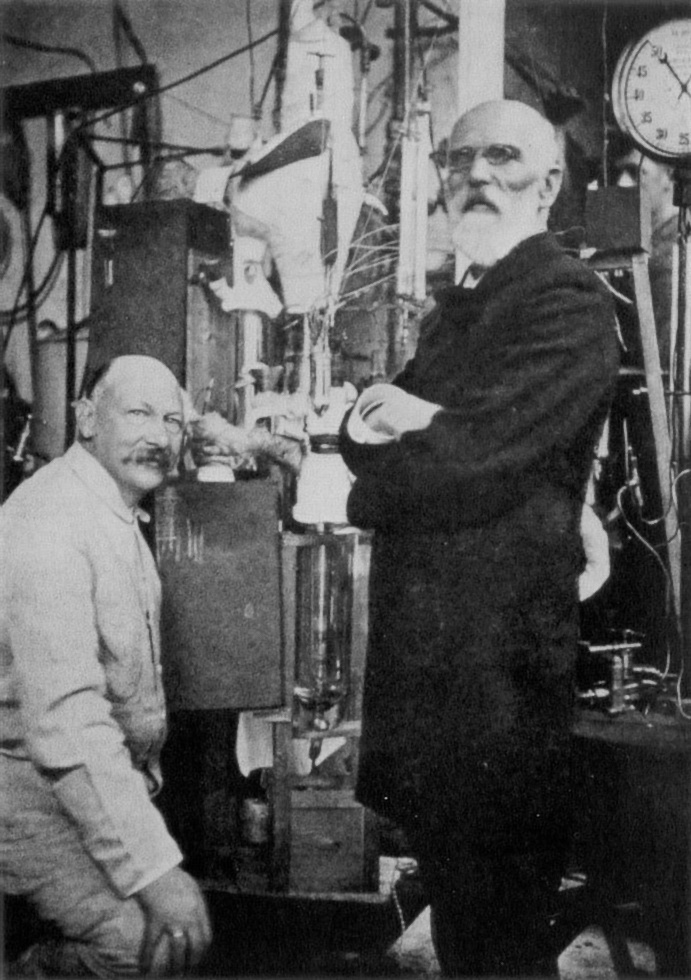
Heike Kamerlingh Onnes (po lewej) i Johannes Diderik van der Waals

Van der Waals urodził się w Lejdzie, w Holandii. Jego rodzicami byli Jacobus van der Waals i Elisabeth van den Burg (ojciec był stolarzem). Ukończył szkołę średnią w roku 1856, po czym pracował jako nauczyciel, równocześnie studiując w latach 1862–1865 matematykę i fizykę na Uniwersytecie w Lejdzie. Utrudnieniem był brak wymaganej wówczas znajomości języków klasycznych; uczestniczył w kursach wieczorowych i szkołach letnich. W roku 1864 otrzymał stanowisko nauczyciela w szkole średniej w Deventer, a od roku 1866 mieszkał i uczył w Hadze, gdzie w latach 1866–1877 był też dyrektorem szkoły.
Po zmianie przepisów dotyczących wymogu znajomości języków klasycznych przez studentów, Johannes D. van der Waals został dopuszczony do egzaminów uniwersyteckich, a następnie:
- obronił pracę doktorską (1873),
- został wybrany na członka Królewskiej Akademii Nauki i Sztuki (Koninklijke Nederlandse Akademie van Wetenschappen, 1875),
- został mianowany pierwszym profesorem fizyki w Uniwersytecie Amsterdamskim (1887),
- otrzymał Nagrodę Nobla (1910).

Uniwersytet Amsterdamski utworzono w roku 1876 przez przekształcenie Athenaeum Illustre of Amsterdam. W nowej wyższej uczelni wykładali również Jacobus van ’t Hoff (laureat Nagrody Nobla w dziedzinie chemii z roku 1901) i Hugo de Vries (twórca teorii mutacji). Van der Waals był z nią związany do roku 1908, w którym odszedł na emeryturę. Na stanowisku profesora fizyki zastąpił go wówczas syn-imiennik, Johannes Diderik van der Waals Jr., wcześniej (1903–1908) – profesor fizyki w Uniwersytecie w Groningen.

## Zakres badań naukowych
Naukowe zainteresowania van der Waalsa wiązały się z tematyką prac Rudolfa Clausiusa (zob. równanie Clausiusa-Clapeyrona, kinetyczno-molekularna teoria gazów) i Thomasa Andrewsa (badania stanu krytycznego). Tych zagadnień dotyczyły badania wykonane w ramach pracy doktorskiej nt.:

Over de Continuïteit van den Gas – en Vloeistoftoestand

Praca opierała się na założeniach, że ciecze i ich pary mają budowę cząsteczkową oraz że cząsteczki mają określone wymiary i wzajemnie się przyciągają (zob. promień van der Waalsa, oddziaływania międzycząsteczkowe). Van der Waals zaproponował „równanie stanu” (zob. równanie van der Waalsa), dotyczące zarówno gazów, jak cieczy – stwierdził „ciągłość” obu stanów, związaną z tym, że obie struktury są zbudowane z tych samych elementów (co bywało wówczas kwestionowane).
Wkrótce po opublikowaniu tej pierwszej pracy, w której został odkrywczo wykazany związek między ciśnieniem, objętością i temperaturą układu, James Clerk Maxwell zrecenzował ją w Nature, pisząc że nazwisko van der Waals będzie na pewno odnotowane wśród najważniejszych dla fizyki molekularnej (napisał również, że chęć poznania jej treści skłoni niejednego fizyka do poznania języka, w którym została napisana).
W czasie pracy w Uniwersytecie Amsterdamskim van der Waals zajmował się głównie zagadnieniami teoretycznymi. Wśród najważniejszych osiągnięć tego okresu są wymieniane opracowania:
- zasady stanów odpowiadających sobie[6][7] (1880),
- teorii mieszanin dwuskładnikowych (1891)[8],
- teorii zjawisk kapilarnych (1893)[9].

W tym okresie współpracownikiem van der Waalsa – jego pierwszym uczniem i pierwszym doktorantem Uniwersytetu w Amsterdamie – był matematyk, Johannes Diederik Korteweg (praca doktorska nt. On the Propagation of Waves in Elastic Tubes, 1878; zob. też równanie Kortewega-de Vries). W roku 1900 stopień doktora fizyki otrzymał Johannes Diderik van der Waals Jr., który wykonał – pod naukową opieką ojca – pracę nt. Statistische behandeling der stralingsverschijnselen. Jednym ze współpracowników był też Heike Kamerlingh Onnes, laureat Nagrody Nobla z roku 1913 za badania właściwości substancji w najniższych temperaturach.

## Publikacje
Znaczenie prac J.D. van der Waalsa dla fizyków i chemików, zajmujących się zagadnieniami termodynamiki, ilustrują omówienia we wszystkich podstawowych podręcznikach oraz pojawianie się wielu kolejnych tłumaczeń jego prac oraz omówień w piśmiennictwie naukowym. Poniżej przytoczono przykłady prac wydanych przed rokiem 1900:
- 1873 – Over de Continuïteit van den Gas – en Vloeistoftoestand, J.D. van der Waals,
- 1880 – Onderzoekingen omtrent de overeenstemmende eigenschappen der normale verzadigden-damp- en vloeistoflijnen voor de verschillende stoffen en omtrent een wijziging in den vorm dier lijnen bij mengsels, J.D. van der Waals,
- 1880 – Over de coefficienten van uitzetting en van samendrukking in overeenstemmende toestanden der verschillende vloeistoffen, J.D. van der Waals,
- 1881 – Bijdrage tot de kennis van de wet der overeenstemmende toestanden, J.D. van der Waals,
- 1890 – Aantekeningen: Leiden, MB: a 135, W.P. Jorissen, J.D. van der Waals, D.J. Korteweg,
- 1890 – Molekulartheorie eines körpers der aus zwei verschiedenen stoffen besteht. mit fig. (sept. abdr. aus „zeitschrift für phys. chemie”. v, 2), J.D. van der Waals,
- 1894 – La continuité des états gazeux et liquede, J.D. Van der Waals, J.B. Pomey, Emile Ovide Josep Mathias
- 1894 – Thermodynamische Theorie der Kapillaritaet unter Voraussetzung stetiger Dichteaenderung J.D. van der Waals,

W XX i XXI wieku przełomowa praca van der Waalsa „o ciągłości…” była udostępniana w wersji angielskojęzycznej (w tym cyfrowej):
- 1988 – J.D. van der Waals: on the continuity of the gaseous and liquid states, wyd. North-Holland[12],
- 2004 – On the Continuity of the Gaseous and Liquid States, Courier Dover Publications[13]

## Nagrody i wyróżnienia
Otrzymał Nagrodę Nobla w roku 1910. Był wyróżniony członkostwem stowarzyszeń naukowych:
- Koninklijke Nederlandse Akademie van Wetenschappen – Królewska Holenderska Akademia Nauk i Sztuki

(członkostwo od roku 1875, sekretarz w latach 1896–1912),
- Papieska Akademia Nauk (członek zagraniczny),
- American Philosophical Society (członek zagraniczny),
- National Academy of Sciences (członek zagraniczny).

Otrzymał również tytuły:
- Doctor honoris causa University of Cambridge,
- członek honorowy stowarzyszeń Московское общество испытателей природы (Société Impériale des Naturalistes de Moscou), Royal Irish Academy i American Philosophical Society,
- członek korespondent Institut de France i Königlich-Preußische Akademie der Wissenschaften w Berlinie,
- członek stowarzyszony Royal Academy of Sciences of Belgium,
- członek zagraniczny Chemical Society w Londynie.

## Życie osobiste
Ożenił się 27 września 1865 roku z Anną Magdaleną Smit (ur. 1847). Mieli trzy córki (Anne Madeleine, Jacqueline Elisabeth, Johanna Diderica) i jednego syna. Żona zmarła 28 grudnia 1881 roku na gruźlicę. Od tego czasu ojcem opiekowała się córka, Anna Madeleine. Jacqueline Elisabeth była nauczycielką historii i znaną poetką, a Johanna Diderica – nauczycielką języka angielskiego. Johannes Diderik van der Waals Junior (1873–1971) został profesorem fizyki i następcą ojca. J.D. van der Waals Senior cierpiał na depresję. Zmarł w Amsterdamie w roku 1923, rok po śmierci Jacqueline Elisabeth (spowodowanej przez nowotwór). Został pochowany na Nieuwe Oosterbegraafplaats.